# Coeducazione
Con il termine coeducazione si intende un progetto pedagogico formulato per educare insieme i ragazzi e le ragazze al fine di insegnare loro le modalità più idonee per collaborare nel rispetto delle peculiarità di ciascuno dei due sessi.
Tale modello educativo viene utilizzato in alternativa a quello della educazione omogenea, termine con il quale si intende l'attività educativa rivolta a gruppi di persone dello stesso sesso.
Per quanto riguarda l'attenzione al genere degli alunni, si parla anche di educazione differenziata. Con tale espressione si pone l'accento sulla necessità di offrire un servizio educativo diversificato per gli uomini e per le donne al fine di valorizzare le specificità di ciascuno dei due sessi.
In Italia una delle voci più autorevoli sul tema della coeducazione è quella di Norberto Galli, il quale dopo avere teorizzato negli anni Settanta una giustificazione pedagogica per la scuola mista, che in quel periodo si era diffusa in Italia, recentemente ha preso le distanze da quella che è stata l'applicazione pratica della sua teoria.
Tale presa di posizione coincide con la consapevolezza del fatto che le speranze poste nella scuola mista sono state in parte disattese. Inoltre sono diventati ormai di dominio pubblico i risultati di ricerche internazionali sempre più numerose sui benefici dell'educazione omogenea.
Non deve confondersi con la coeducazione la cosiddetta “coistruzione”, che invece si pratica nelle classi miste dove non c'è un esplicito progetto di educazione ai corretti rapporti con le persone dell'altro sesso.
Per quanto riguarda le realtà extrascolastiche, esistono per esempio gruppi scout che si ispirano alla coeducazione come il CNGEI e l'Agesci, mentre altri come l'Associazione Italiana Guide e Scouts d'Europa Cattolici si ispirano all'educazione omogenea (chiamandola però intereducazione).